# Pacatianus
Tiberius Claudius Marinus Pacatianus was een Romeins usurpator: hij benoemde zichzelf tot Romeins keizer in ca. 248, in oppositie tegen Philippus de Arabier. Over hem wordt geschreven door Zosimus en Zonaras.
Pacatianus' afkomst is hoogst onzeker. Er is enig bewijs gevonden voor een theorie dat zijn vader een gouverneur was van de provincie Arabia ten tijde van keizer Severus Alexander, maar zeker is dit allerminst, omdat hier slechts 1 inscriptie op wijst.
Ongeveer net zo onzeker is wat Pacatianus precies uitvoerde toen hij in opstand kwam. Hij was in ieder geval een redelijk hooggeplaatste in het leger aan de Donau, maar naar alle waarschijnlijkheid niet een van de allerhoogste, getuige een opmerking van Zonaras dat hij het niet waard was te regeren. Ook is niet bekend wat de reden van zijn opstand was; waarschijnlijk was het leger gewoon moe van alle invallen van de Goten. Het jaar van de opstand kan worden afgeleid uit munten met Pacatianus erop die geslagen zijn ter ere van het 1001-jarig bestaan van de stad Rome (zie afbeelding).
Philippus was waarschijnlijk niet echt heel bang van Pacatianus, hoewel Zosimus stellig het tegendeel beweert. Philippus hoefde nooit in te grijpen: Pacatianus werd in ca. 249 door zijn eigen troepen vermoord, mogelijk omdat ook hij de Goten niet goed tegen kon houden. Pacatianus bleek één in een lange rij usurpators uit het Donaugebied te zijn: anderen waren bijvoorbeeld Trebonianus Gallus, Aemilianus, Ingenuus en Regalianus. Hier zal het verlangen van de soldaten om een sterke man bij zich te hebben in dit onrustige gebied zeker aan hebben bijgedragen.